# Javor (Novi Pazar)
Javor (Servisch cyrillisch Јавор) is een plaats in de Servische gemeente Novi Pazar. De plaats telt 18 inwoners (2002).